# Кати Лети
Кати Лети (на английски: Kathy Lette) е австралийско-британска писателка на бестселъри в жанровете съвременен любовен роман и чиклит.

## Биография и творчество
Катрин „Кати“ Мари Лети е родена на 11 ноември 1958 г. в Сидни, Нов Южен Уелс, Австралия. На 16 г. напуска училище и заедно с приятелката си Габриел Кери, напуснала година по-рано, заживяват самостоятелно. Кати участва като певица в групата „The Salami Sisters“.
Двете първо започват да пишат във вестниците, а после да пишат книга. Романът им „Puberty Blues“ (Пубертетски тъги) е публикуван през 1979 г. Той е силно автобиографичен, про-феминистки тийн роман, с героини две 13-годишни момичета от южните предградия на Сидни, които се опитват всячески да подобрят своя социален статус. Макар и силно критикуван и със скандална слава, той става международен бестселър, и е първият роман за тийнейджъри написан от тийнейджъри. През 1981 г. по него е направен едноименен филм с участието на Нел Скофийлд и Джад Капелия, а през 2012 г. започва филмирането на едноименен телевизионен сериал с участието на Ашли Къминс и Брена Хардинг.
След публикуването на романа пътищата на двете приятелки се разделят. Кати Лети се насочва към журналистиката като колумнист във вестник в Сидни и Ню Йорк. Материалите ѝ са събрани и публикувани в сборника „Hit and Ms“ през 1984 г.
През 1983 г. се омъжва за композитора Ким Уилямс, с когото се разделят след няколко години, но остават приятели.
В продължение на една година работи в Лос Анджелис като част от авторите на сатиричния сериал „The Facts of Life“ към „Кълъмбия Пикчърс“. Там среща и вторият си съпруг Джефри Робъртсън, който е световноизвестен адвокат по човешките права от Джорджия, по време на телевизионното му шоу „Хипотези“. Омъжва се за него през 1990 г. Имат 2 деца – Джулиус и Джорджина.
През 1988 г. писателката се завръща към романите с книгата си „Girls Night Out“. Той и следващите ѝ романи – „The Llama Parlour“ (1991), „Foetal Attraction“ (1993), „Mad Cows“ (1996), „Altar Ego“ (1998), „Nip'N'Tuck“ (2001), „Ако вибраторите имаха клепачи“ (2003) и „Как да убиеш съпруга си и други домакински съвети“, стават международни бестселъри.
По романа „Mad Cows“ през 1999 г. е направен филм с участието на Джоана Лъмли и Анна Фрийл. През 2007 г. въз основа на романа „Как да убиеш съпруга си“ и направена опера от композитора Алън Джон и драматурга Тимоти Дейли.
Синът ѝ Джулиус е болен от „синдром на Аспергер“ (вид аутизъм) и за него тя пише романа „The Boy Who Fell To Earth“ издаден през 2012 г.
Въпреки че е самоук писател, през 2010 г. тя е удостоена с титлата „доктор хонорис кауза“ от Университета „Солънт“ в Саутхемптън.
Кати Лети живее със семейството си в Хампстед, Лондон.

## Произведения

### Самостоятелни романи
- Puberty Blues (1979) – с Габриел Кери
- Girls' Night Out (1987)
- Grommitts (1988)
- The Llama Parlour (1991)
- Foetal Attraction (1993)
- Mad Cows (1996)
- Altar Ego (1998)
- Nip 'n' Tuck (2001)
- Dead Sexy (2003)
Ако вибраторите имаха клепачи, изд.: ИК „Бард“, София (2004), прев. Ивайла Божанова
- How to Kill Your Husband: And Other Handy Household Hints (2006)
Как да убиеш съпруга си и други домакински съвети, изд.: ИК „Бард“, София (2007), прев. Цветана Генчева
- To Love, Honour and Betray (2008)
Да се обичате, уважавате и мамите: докато разводът ви раздели, изд.: ИК „Бард“, София (2009), прев. Лили Христова
- The Boy Who Fell To Earth (2012)
- Love Is Blind (2013)
- Courting Trouble (2014)
- Best Laid Plans (2017)
- Married at First Sight (2018)

### Сборници
- Hit and Ms (1984)
- Great Escapes (2008) – с Аманда Крейг, Вирджиния Айрънсайд, Дебора Могак, Кейт Мос, Лесли Пиърс, Роуз Тремейн, Джейн Елизабет Варли, Фей Уелдън и Изабел Уолф
- Because I'm a Girl (2010) – с Тим Бътчър, Джоан Харис, Хенинг Манкел, Дебора Могак, Мари Филипс, Ървин Уелш и Ксиаолу Гуо

### Документалистика
- Men – A User's Guide (2010)
- Girl Talk In The Pink (2015)

### Екранизации
- 1981 Puberty Blues – по романа
- 1988 The Facts of Life – ТВ сериал, 1 епизод (Present Imperfect)
- 1999 Mad Cows – по романа, участва като актриса
- 2012 – 2014 Puberty Blues – ТВ сериал, по романа